# Plicosepalus foliosus
Plicosepalus foliosus är en tvåhjärtbladig växtart som beskrevs av D. Wiens & R.M. Polhill. Plicosepalus foliosus ingår i släktet Plicosepalus och familjen Loranthaceae. Inga underarter finns listade i Catalogue of Life.